# إنفيرنيس (كيبك)
إنفيرنيس (بالإنجليزية: Inverness, Quebec) هي بلدية محلية في كيبيك تقع في كندا في L'Érable Regional County Municipality. يقدر عدد سكانها بـ 822 نسمة ومساحتها 178.20 كم2 .